# Carlos Schvartzman

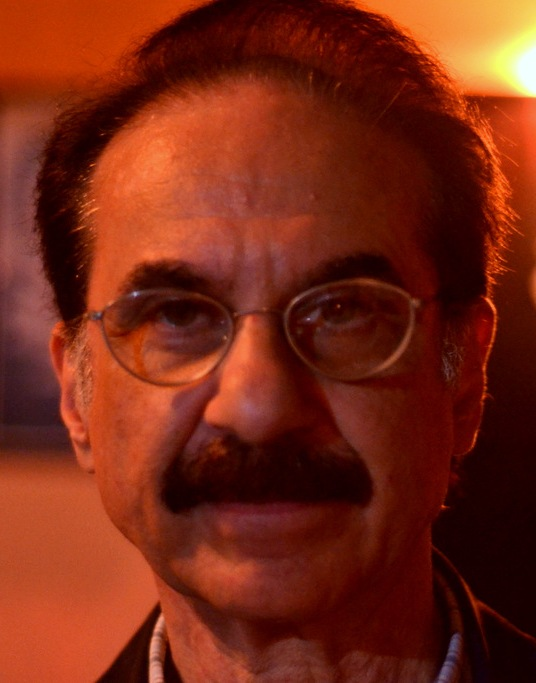
Carlos Schvartzman (2013)

Carlos Schvartzman (* 4. November 1947 in Asunción, Paraguay; † 28. Juni 2025) war ein paraguayischer Jazz-Gitarrist und Komponist.
Schvartzman, Nachfahre jüdischer Einwanderer aus der Ukraine, studierte am Berklee College of Music. Er spielt hauptsächlich Bebop und Hardbop. Seit 1978 hat er diverse Jazzformationen geleitet. Seit 1980 leitete er das männliche Vokal-Quintett „Las Voces Nuevas“. Er war Professor am Conservatorio Musical „Stael Rufinelli de Ortiz“ und lehrte Gitarre, Piano und Arrangement.
Schvartzman hatte zwei Söhne und eine Tochter.